# グランピアンズ国立公園
グランピアンズ国立公園（The Grampians）は、オーストラリア連邦ビクトリア州の砂岩の山脈国立公園である。州都メルボルンから235km西に位置する。
アボリジニー語では、Gariwerd 、英語名は1836年に、ニューサウスウェールズ州の測量士・探検家の Sir Thomas Mitchell (1792年6月16日-1855年、Grangemouth, スターリングシャー,スコットランド生まれ、エディンバラ大学卒業)は、故郷スコットランドの3大山脈の１つ、グランピアン山脈に因んで名付けた
アトラクション：春の野草、ロッククライミング、キャンピング、山歩きなど。近くの町・ホールズギャップ(Halls Gap)に宿泊施設など がある
2006年1月、グランピアンズ国立公園の50％の地域は山火事にあった